# Simulium laplandicum
Simulium laplandicum is een muggensoort uit de familie van de kriebelmuggen (Simuliidae). De wetenschappelijke naam van de soort is voor het eerst geldig gepubliceerd in 1992 door Chubareva & Yankovsky.